# Lesidren Island
Lesidren Island (englisch; bulgarisch остров Лесидрен ostrow Lessidren) ist eine 800 m lange und 600 m breite Insel vor der Nordküste der Livingston-Insel im Archipel der Südlichen Shetlandinseln. Sie ist die zweitgrößte der Zed Islands und liegt 1,4 km nördlich des Williams Point. Von Phanagoria Island trennt sie eine 130 m breite, von Koshava Island eine 140 m breite Passage.
Bulgarische Wissenschaftler kartierten sie 2009. Die bulgarische Kommission für Antarktische Geographische Namen benannte sie im selben Jahr nach der Ortschaft Lesidren im Norden Bulgariens.